# Vanessa D'Ambrosio
Pour les articles homonymes, voir D'Ambrosio.
Vanessa D'Ambrosio, née le 26 avril 1988 à Borgo Maggiore, est une femme politique saint-marinaise, membre de la Gauche unie (SU) puis de la Gauche socialiste démocrate (SSD). Elle est capitaine-régente de Saint-Marin, avec Mimma Zavoli, du 1er avril au 1er octobre 2017.

## Biographie
Elle est la petite-fille de Francesco Berti, un des fondateurs du Parti communiste saint-marinais.
Elle soutient une thèse de laurea à l’université de Bologne sur l’économie du travail et la question de genre en Arabie saoudite après la crise du Golfe. 
Membre du conseil de la commune de Serravalle de 2014 à 2016, elle est coordinatrice de la Gauche unie à partir de 2015. 
Le 16 mars 2017, elle est élue, avec Mimma Zavoli, capitaine-régente de Saint-Marin. C'est alors la première fois que deux femmes exercent ensemble ces fonctions, du 1er avril au 1er octobre 2017.
Pendant cette période, elle est la plus jeune cheffe d'État du monde.